# 에코바이오홀딩스
에코바이오홀딩스(영어: EcoBio Holdings)는 대한민국의 신재생에너지와 바이오황 기업이다.
서남물재생센터에서 발생되는 바이오가스를 활용한 청정수소 생산 및 충전사업을 위해 서울시와 기존 사업기간을 10년간 연장하는 협약을 체결했다. 바이오가스에서 고순도 메탄을 생산하는 기술을 개발하였다